# Artimpaza patruelis
Artimpaza patruelis là một loài bọ cánh cứng trong họ Cerambycidae.